# 大興寺 (牧之原市)

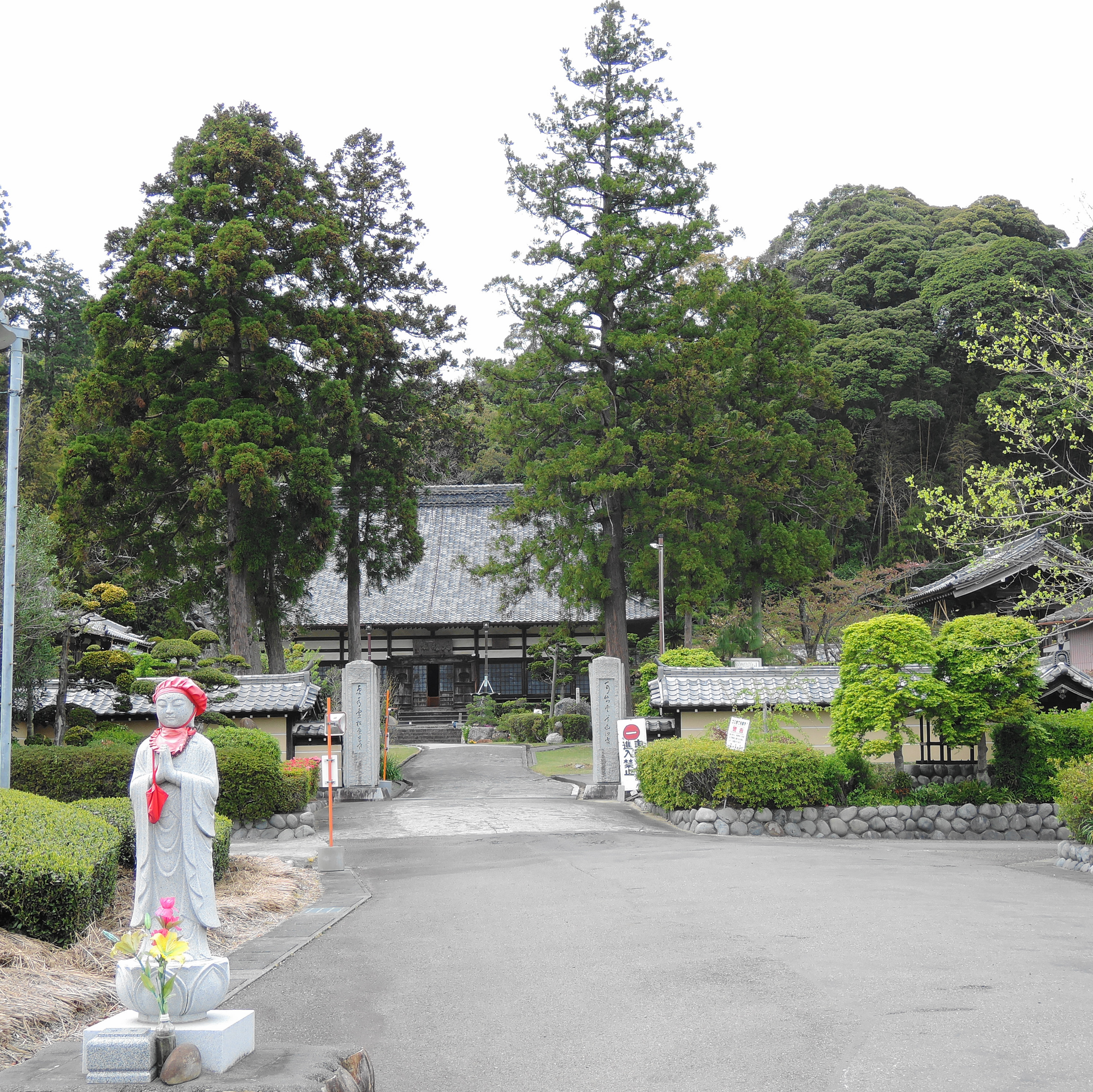
大興寺

大興寺（だいこうじ）は、静岡県牧之原市西萩間（にしはぎま）にある曹洞宗の寺院。山号は龍門山。

## 歴史
室町時代に、總持寺の第8代大徹宗令によって開山されたとされる。

## 子生まれ石
大興寺には、遠州七不思議の一つである、「子生まれ石」の伝説がある。
大徹和尚は、自分の死後に、裏山の川の岩から、まゆ形の石が生まれるから、これを自分の身代わりとして大切にせよと言い残して息を引き取り、果たしてその通りになったという。人々はその石を沢川から運び、和尚の墓石として大事に扱った。
その後、住職の代が代わるごとに、裏山から新しい石が生まれるといわれている。
大興寺では実際に歴代住職の墓石にこれらの石が使用されており、初代・大徹和尚のものは約75kgもあると言う。自然石の無縫塔(むほうとう)は全国的にもめずらしく「大興寺の無縫塔」という名称で牧之原市の名勝に指定されている。
地学的にはこれはノジュールという砂岩で、母岩の粒子間で化石や砂粒などを中心の核として、岩石中の珪酸や炭酸塩などが濃集沈殿しながら固まったものである。川の流れなどで軟らかい母岩が先に浸蝕されていく為、ノジュールは球状の塊のままやがて落下する。
現在も球状の石が岩壁から生まれ続けている様子を、寺から50メートル程先の沢川で見ることが可能である。

## 交通アクセス
- 東名高速道路牧之原インターから約2km
- 東海道線金谷駅から相良営業所行きのバス（1日数本）で、「大興寺前」下車。金谷駅から約25分。

## 近隣情報
付近に、牧之原市の保養施設「子生まれ温泉」がある。